# Green (Ohio)
Green è un comune degli Stati Uniti d'America, situato nello stato dell'Ohio, nella contea di Summit.